# The Green Mile (roman)
The Green Mile (1996) este un roman în serie scris de Stephen King. Acest roman spune povestea întâlnirii dintre supraveghetorul culoarului morții Pavel Edgecombe cu John Coffey, un deținut neobișnuit, care prezintă o vindecare inexplicabilă și abilități empatice. Romanul în serie a fost lansat inițial în șase volume înainte de a fi republicat ca o lucrare într-un singur volum. Cartea este un exemplu de realism magic.

## Personaje
- Paul Edgecombe — Protagonistul și naratorul cărții: ele este supraveghetorul de pe culoarul morții, locul unde deținuții condamnați la moarte își așteaptă execuția. Are 40 de ani în perioada când cea mai mare parte a poveștii are loc, în 1932. El este un om grijuliu și are o grijă sporită pentru deținuții din partea sa, prin evitarea conflictelor și menținerea păcii ori de câte ori este posibil. El este primul personaj care descoperă abilitățile uimitoare ale lui John Coffey.
- Brutus "Brutal" Howell — El este al doilea la comandă din Green Mile. Este un om înalt, impunător, dar nu este violent, excepție atunci când este necesar. Porecla lui de "Brutal" este o ironie.
- John Coffey — El este un om masiv negru, condamnat la moarte pentru un presupus viol și uciderea a două fete tinere. El este foarte liniștit și preferă să păstreze totul în sine, plânge aproape continuu, îi este frică de întuneric. Chiar la sfârșit, în timpul execuției sale, îi cere lui Paul Edgecombe să nu-i pună o mască tradițională de mătase neagră folosită pentru a opri vederea feței deținutului, deoarece se teme de întuneric.
- Percy Wetmore — El este un personaj antagonist, un paznic tânăr și sadic, căruia îi este permis mereu să rămână deoarece el este nepotul guvernatorului.

## Lista de cărți
| Titlu                             | Date             | Pagini | ISBN                |
| --------------------------------- | ---------------- | ------ | ------------------- |
| The Two Dead Girls                | martie 28, 1996  | 92     | ISBN 978-0451190499 |
| The Mouse on the Mile             | aprilie 25, 1996 | 96     | ISBN 978-0451190529 |
| Coffey's Hands                    | mai 30, 1996     | 96     | ISBN 978-0451190543 |
| The Bad Death of Eduard Delacroix | iunie 27, 1996   | 96     | ISBN 978-0451190550 |
| Night Journey                     | iulie 25, 1996   | 96     | ISBN 978-0451190567 |
| Coffey on the Mile                | august 29, 1996  | 144    | ISBN 978-0451190574 |

## Ecranizări
- Culoarul morții (The Green Mile), 1999, regia Frank Darabont, cu Tom Hanks ca Paul Edgecomb și Michael Clarke Duncan ca John Coffey, alte roluri David Morse, Bonnie Hunt și James Cromwell.